# Karl Hubert Hagen
Karl Hubert Hagen (* 17. August 1936 in Bergisch Gladbach; † 9. September 2023) war ein deutscher Landwirt.  Er war bis 2009 stellvertretender Bürgermeister und Ratsmitglied der Stadt Bergisch Gladbach.

## Leben
Auf dem Irlenfelder Hof in Rommerscheid wuchs Karl Hubert Hagen heran. Bei seinem Vater, dem der Hof als Landwirt gehörte, machte er eine landwirtschaftliche Ausbildung und übernahm später den Hof zusammen mit seiner Frau Ottilie. Bis zu seinem letzten Tag ist er diesem Beruf treu geblieben.

## Aktivitäten
Neben seinen vielen Ehrenämtern setzte sich Karl Hubert Hagen seit Jahren intensiv für die Belange der Bürger vor Ort ein. Dabei organisierte er die jährlichen Brauchtumsfeste, Wanderungen und Betriebsbesichtigungen. Unter seinem Vorsitz errang der Bürgerverein Rommerscheid e. V. Silber- und Bronzemedaillen im Wettbewerb „Unser Dorf soll schöner werden“ und „Unser Dorf im Blumenschmuck“.

## Ehrenämter und Mitgliedschaften
- Mitglied im Rat der Stadt Bergisch Gladbach für die CDU von 1984 bis 2009
- Erster stellvertretender Bürgermeister von 1999 bis 2009
- Seit 1975 Vorstandsmitglied des Bürgervereins Rommerscheid e.V., seit 1982 Vorsitzender
- Seit 25 Jahren Vorstandsmitglied im Verschönerungsverein Bergisch Gladbach e.V., seit 2009 Vorsitzender
- Seit 1952 Mitglied im Männergesangverein Rommerscheid e.V., davon 1980–1998 Vorsitzender, anschließend Ehrenvorsitzender
- 1974–1997 Mitglied im Kreisausschuss des Landwirtschaftsverbandes
- Seit 1994 Mitglied im Landschaftsbeirat des Rheinisch-Bergischen Kreises
- Seit 1996 Vorsitzender des Jagdbeirates des Rheinisch-Bergischen Kreises

## Auszeichnungen
- Goldene Ehrennadel der Stadt Bergisch Gladbach
- 2010: Bundesverdienstkreuz am Bande